# Dadogás
A dadogás olyan beszédzavar, amely esetében a beszédfolyamatosság akadályozott, akaratlan ismétlések, hangok, szavak illetve kifejezések elnyújtása által, valamint önkéntelen szünetek vagy olyan blokkok által, amelyekben a dadogó személy képtelen a hangok produkciójára. A „dadogás” kifejezés alatt általában akaratlan hangismétléseket értünk, azonban a kifejezés magában foglalja a beszéd előtti szokatlan mértékű hezitálásokat és szüneteket, amelyekre a mondatokban vagy szavakban dadogó emberek hivatkoznak, valamint bizonyos hangok elnyújtása is ide tartozik. Watkins és munkatársai szerint a dadogás „a beszédprodukcióhoz szükséges motoros folyamatok kiválasztásának, beindításának és végrehajtásának” zavara. Sok dadogó számára az elsődleges probléma az ismétlésekkel van. A „dadogás” kifejezés súlyosság szempontjából széles skálát fed le, és magában foglalja azokat az alig észrevehető akadályokat is, amelyek elfedhetik azokat a komoly tüneteket, amelyek gátolják az orális kommunikációt.
A világon ma (2014) kb. hetvenmillió ember dadog, ami a világ populációjának nagyjából 1%-a. A nemek aránya 3:1 a férfiak javára. A zavar az esetek 65%-ában kialakul még hároméves kor előtt, és 85%-ában három és fél éves korig bezárólag kezdődik.
A dadogás komoly kihatással lehet egy személyiség működésére és érzelmi állapotára. Ilyenek lehetnek például: félelem attól, hogy bizonyos magánhangzókat, illetve mássalhangzókat ki kell ejtenie, vagy hogy szociális szituációkban dadogni fog, valamint az önként vállalt izoláció, idegesség, stressz, szégyenérzet, zaklatás (bullying) lehetséges célpontjának lenni (ez különösen gyermekkorban jellemző), szavak helyettesítése vagy átrendezése egy mondaton belül abból a célból, hogy a dadogást elrejtse, vagy a „kontroll elveszítésének” érzése beszéd közben. A dadogást néha az idegesség egy tünetének tekintik, de valójában nincs konkrét összefüggés a kettő között (azonban ennek az ellentéte előfordulhat, a dadogás eredményeként fokozódhat a szociális szorongás).
A dadogás általánosan nem a beszédhangok fizikai produkciójának vagy a szavaknak való jelentésadás problémája. Az akut idegesség és stressz nem okozója a dadogásnak, de lehetnek a kiváltói beszédfogyatékos embereknél.
Dadogó beszéd szindróma: a szociális bevonódásra vonatkozó nyílt, vagy rejtett dadogás, amely pánik félelemmel és a beszédkontroll hiányával jár együtt. Ezek a tünetek a dadogás mint beszédesemény, és a szociális fóbia mint egy pszichoszociális patológia kölcsönhatásából erednek.
A dadogók sokszor arról számolnak be, hogy dadogásuk fluktuáló, és vannak „jobb” napjaik, „rosszabb” napjaik és „dadogásmentes” napjaik. Dadogó gyermekek szülei gyakorta jelzik, hogy ha gyermekük fáradt, akkor a beszédzavar is súlyosabb. A dadogás fluktuálása időben látszólag teljesen véletlenszerűen jelentkezik. Habár a dadogás pontos etiológiája, illetve oka ismeretlen, feltételezhető, hogy mind a genetika, mind pedig a neurofiziológia hozzájárul. A dadogók 70%-ának genetikai eredetű a beszédfogyatékossága. Agyi folyamataik eltérnek a tipikus fejlődéstől. Abnormális cerebrális dominancia áll fenn a két agyfélteke működése között. Normális esetben a nyelvi tervezésért felelős idegsejtek aktiválása már azelőtt megjelenik, hogy a centrális területek bevonódnának a beszédbe. Egy dadogó személynél ez a folyamat akár fordítva is lejátszódhat.
Sokféle kezelés és logopédiai terápia létezik, amelyek néhány dadogó embernél segíthetnek a dadogást olyan szintre redukálni, hogy egy laikus fül már ne érzékelje a problémát, azonban jelenleg lényegében nincs „gyógymód” a kezelésére. A dadogás súlyossága megegyezik a diszfluencia csökkentéséhez szükséges logopédiai terápia mennyiségével. Súlyos dadogás esetében hosszútávú terápia és kemény munka szükséges mindehhez.

## Jellemzők

### Alapvető magatartás
Az alapvető dadogó magatartás jellemzői a nyilvánvaló és megfigyelhető diszfluenciák a beszédben, úgymint a hangok, szótagok, szavak és kifejezések ismétlése, néma blokkok és hangok elnyújtása. Ezek eltérnek azoktól a normál diszfluenciáktól, amelyek ép fejlődésű embereknél is jelen vannak, a dadogó személyeknél jelenlevő diszfluenciák hosszabb idejűek, gyakrabban fordulnak elő, és több erőfeszítésbe kerülnek, valamint változó minőségűek: gyakran jelennek meg ismétlések, rögzített testtartás vagy együttcselekvések. Ezt a három kategóriát még alkategóriákra osztották:
- Ismétlések[8]
  - Szótagismétlés: magában álló szótag ismétlése (pl. egy-egy-egy széken) vagy szóban lévő szótag ismétlése (pl. al-al-alatta vagy nyi-nyi-nyitva).
  - Hiányos szótag ismétlése: egy hiányos szótag ismétlése, ami pl. egy mássalhangzó magánhangzó nélkül (pl. f-f-f-farkas).
  - Többszótagú ismétlés: egy szótagnál több, pl. egy teljes szó, vagy több szó ismétlése (pl. én tudom-én tudom- én tudom a választ).
- Rögzített testtartás[8]
  - Hallható légáramlattal: egy hang elnyújtása (pl. mmmmmmm).
  - Hallható légáramlat nélkül: pl. egy néma beszédblokk vagy feszült szünet, amiben az erőfeszítés ellenére nincs beszéd.
- Együttcselekvések[8]
  - Verbális: ez lehet indulatszó, töltelékszó, vagy javítás (pl. Én----Nekem volt…).
  - Nonverbális: ezek látható vagy hallható cselekvések, pl. cuppogás, fejrángás, torokköszörülés stb. általában ezekkel próbálják megtörni vagy megkerülni a dadogó ciklusokat.

### Variabilitás
A dadogás mértéke gyakran nem állandó még súlyos dadogók esetében sem, mivel sokszor ez szituációfüggő. Dadogó emberek sokszor számolnak be a diszfluencia nagymértékű csökkenéséről olyan esetekben, mint pl.: valaki mással egyszerre történő beszélés, mások beszédének másolása, suttogás, éneklés, színészkedés, kisgyermekekhez való beszéd közben, vagy magukban való beszéd közben. Más esetek pedig, úgymint telefonbeszélgetés vagy publikus beszéd, félelemmel töltik el őket, és a dadogás növekedésről számolnak be ezekben az esetekben.

### Érzelmek és attitűd
A dadogás jelentős negatív kognitív és affektív hatással van a dadogó személyre. Sokszor azonosítják egy jégheggyel, mivel a dadogás vizuális és auditív tünetei a felszín felett hirtelen jelennek meg, a tünetek egy széles köre pedig, úgymint a negatív érzelmek, a felszín alatt bújnak meg. Az olyan érzelmek, mint a szégyenérzet, frusztráció, félelem, idegesség és bűntudat gyakran jelennek meg dadogóknál, és növelik a rájuk nehezedő nyomást, ami pedig fokozza a dadogást is. Idővel ezek a rossz tapasztalatok a beszédben negatív énképet okozhatnak. Sokan a diszfluencia miatt úgy érzékelik, hogy a dadogók kevésbé intelligensek, azonban ez nem így van. Dadogó személyek körében ugyanolyan arányban található magas és alacsony intelligencia hányados, mint nem dadogó személyeknél. Ha viszont fejlesztést kap a gyermek, akkor az a kognitív képességeire is hatással van, ezért gondolhatják néhányan azt is, hogy a dadogók kiemelkedően magas IQ-val rendelkeznek.
A dadogó személy néha saját attitűdjét másokra vetíti ki és emiatt azt gondolja, hogy idegesnek vagy butának nézik. Saját megvallásuk szerint mikor ismételgetnek, hosszú szünetet tartanak, vagy eltorzult arccal próbálnak kiejteni egy szót, olykor igen komoly érzelmi megterhelés a számukra. Néhányan az egész életüket igyekeznek beszabályozni, hogy elkerüljék azokat a helyzeteket, amikor feleslegesen kell beszélniük. Sok dadogó személy elég magas érzelmi árat fizet, beleértve a munkahelyi és párkapcsolati problémákat egyaránt. Az ilyen negatív érzéseknek hangsúlyt kell kapniuk a terápiában.

### Fluencia és diszfluencia
A nyelvi feladatok diszfluenciát idézhetnek elő, melyek különbözőek lehetnek. Az olyan feladatok, amelyek diszfluenciát váltanak ki, általában kontrollált nyelvi feldolgozást követelnek, amely magában foglalja a nyelvi tervezést. Sok dadogónál nem jelentkezik diszfluencia, amikor olyan feladatokat kapnak, amelyek lehetővé teszik számukra az automatikus feldolgozást, az alapos feldolgozás nélkül. Például a „Boldog szülinapot” dal éneklésekor, vagy más ehhez hasonló nyelvi szerkezet esetében a dadogók is jól teljesítenek. Az ilyen feladatok csökkentik a szemantikai, szintaktikai és prozódiai tervezést, míg a spontán, „kontrollált” beszéd vagy a hangos olvasás megköveteli a gondolatok nyelvi részekké, majd szintaktikai és prozódiai elemekké való átalakítását. Egyes kutatók azt feltételezik, hogy a kontrollált nyelv által aktivált folyamatok következetesen rosszul működnek a dadogó emberekben, míg a nem dadogók esetében csak néha jelenik meg diszfluens beszéd vagy abnormális folyamat.

## Okok
A tudomány egyetlen olyan kizárólagos okot sem ismer, amely a dadogás kialakulásának hátterében állhat. Azonban számos hipotézis és elmélet megjelöl bizonyos faktorokat, amelyek együtt járnak a dadogás kialakulásával. Ezek között erős bizonyítékok utalnak arra, hogy a dadogásnak genetikai alapja van. A neurális szervezettség anomáliája mellett a szenzitív temperamentum is hozzájárul a dadogás kialakulásához. Családfakutatások bizonyítják, hogy azok a gyermekek, akiknek valamelyik elsőfokú rokona dadog, háromszor nagyobb valószínűséggel fognak dadogni. Azonban sokszor jelentkeznek a tünetek olyan gyermekeknél, akiknek nincs hasonló beszédzavart mutató felmenője. Az ikerkutatások a genetikai tényezők és környezeti tényezők kölcsönhatására mutatnak rá a dadogás előfordulásával kapcsolatban. Maguk a gének sok esetben nem okoznak dadogást önmagukban, hacsak nem járul hozzá külső környezeti faktor, például prenatális stressz, nyelvi késés, vagy a családból érkező kommunikációs nyomás. Bizonyítékok szolgálnak arra is, hogy dadogás esetében magas a komorbiditás beszédbeli, nyelvi, tanulási vagy motoros nehézségekkel. Robert West, a dadogás genetikai tanulmányozásának úttörője szerint a dadogás léte ahhoz a tényhez kapcsolódik, hogy a tagolt beszéd az emberi fejlődés utolsó legfontosabb eredménye.
Egy másik nézet szerint a dadogás összetett tic jelenség. Ugyanis mindig hangok vagy szavak ismétlésével keletkezik.
A gyermekek szeretnek ismételgetni, és minél feszültebbnek érzik maguk, annál inkább választják ezt a feszültségük levezetésére – ami érthető és normális reakció. Képesek az összes viselkedés másolására, ismétlésére. Minél nagyobb a nyomás valakin, annál kevésbé szeret változtatni. Minél nagyobb a változás, annál több lehet az ismétlés. Tehát, amikor egy 3 éves gyermek ráeszmél, hogy lett egy új kistestvére, elkezdhet hangokat ismételgetni. Az ismétlések kondícionálódhatnak, automatikussá válhatnak és az ismétléssel szembeni küzdelmek a szavak meghosszabbítását, valamint a beszéd darabosságát eredményezheti.
Több fiú dadog, mint lány, az arány 3 fiú : 1 lány. Ez azért van, mert a férfi hipotalamusz-hipofízis-mellékvese-tengely (Hypothalamic-Pituritary-Adrenal, HPA) aktívabb. Miközben több kortizolt termelnek a nőknél azonos ingerlés mellett, idegességet, feszültséget vagy szorongást érezhetnek és hajlamosak lehetnek ismételni, ismétlővé válni.
Egy 2010-es cikkben háromféle gént hoztak kapcsolatba a dadogással: GNPTAB, GNPTG és NAGPA.
Néhány dadogó esetében a kongenitális tényezők is szerepet játszhatnak. Ide tartoznak a születéskor vagy annak környékén fellépő fizikai trauma, a tanulási nehézségek vagy a cerebral palsy (újszülöttkori agykárosodás).
Vannak egyértelmű empirikus bizonyítékok arra, hogy a dadogók agyában strukturális és funkcionális eltérések vannak. A kutatást némileg bonyolítja, hogy lehetséges, hogy ezek az eltérések inkább a dadogás következményei, mintsem okai.
A hallási feldolgozás deficitjei szintén lehetséges okai a dadogásnak. A dadogás kevésbé gyakori a siket, illetve hallássérült egyének esetében, és a dadogás csökkenhet megváltozott auditív visszacsatolások esetében, mint például a maszkolás, a késleltetett hallási visszacsatolás (DAF) vagy a megváltoztatott frekvenciás visszacsatolás.
Bizonyíték van a dadogó és nem dadogó emberek nyelvi feldolgozásában jelentkező különbségekre. Dadogó felnőtt emberek központi idegrendszerének szkennelése során a jobb agyfélteke fokozottabb aktiválódását mutatták ki, ami az érzelmekkel áll összeköttetésben, szemben a bal agyféltekével, amely a beszédhez kötődik. Ezen felül a baloldali hallókéreg csökkent aktivizációját mutatták ki
A kapacitás és elvárások modellt javasolták figyelembe venni a rendellenesség heterogenitásával kapcsolatban. Ebben a szemléletmódban a beszéd teljesítménye attól függően változik, hogy milyen az egyén teljesítménye a folyékony beszéd terén, illetve hogy az adott beszédhelyzet milyen elvárásokat támaszt az egyén felé. A folyékony beszéd képességét befolyásolja a rendellenességre való hajlam, az auditív feldolgozás, a motoros beszédben jelentkező deficitek, illetve a kognitív és affektív problémák. Az elvárásokat fokozhatják belső tényezők, úgymint a magabiztosság, az önbecsülés hiánya, inadekvát nyelvi készségek, vagy külső tényezők, úgymint a társas nyomás, idői nyomás, stresszes beszédszituációk, a tökéletes beszédhez való ragaszkodás és hasonlók. A dadogás súlyossága növekedhet, ha az egyén elé állított beszéd és nyelvi elvárások meghaladják az egyén kapacitását, mellyel a nyomást és a stresszhelyzetet kezelni képes. A kapacitás pontos jellegét azonban nem határozták meg.

## Mechanizmus

### Élettan/ Fiziológia
Bár a képalkotó eljárásokat használó tanulmányok nem találtak jellemző neurológiai együttjárást, több bizonyíték is van arra, hogy a dadogó felnőttek idegrendszere különbözik a nem dadogókétól. Számos képalkotó eljárás kimutatta, hogy dadogás közben az agyi folyamatok jelentősen változnak. Több különbséget is találtak összehasonlítva a nyugalmi helyzetet a folyamatos beszéd-tevékenységgel dadogó és nem dadogó személyeknél. Bizonyíték van arra is, hogy a dadogó személy agya az artikuláció és a nyelvi feldolgozás elindítása előtt motoros programokat aktivál. Az elsősorban felnőttekre fókuszáló agyi képalkotó eljárások neurológiai eltéréseket találtak dadogó és nem dadogó személyek között, azonban ez nem bizonyítja, hogy a gyermekkori dadogás okozza ezeket az eltéréseket vagy fordítva. Pozitron kibocsátó tomográfiát (PET) használó kutatások azt mutatják, hogy feladatvégzés közben, a diszfluens beszédre hivatkozva, a dadogó személyek hipoaktivitást mutatnak a nyelvi feldolgozáshoz kapcsolódó kérgi területeken, mint pl a Broca terület, és hiperaktivitás figyelhető meg a motoros funkciókkal kapcsolatos területeken. Egy ilyen tanulmány, ami a dadogó periódust értékeli, azt mutatja, hogy magas volt az aktivitás szintje a nagyagyban és a kisagyban és relatív deaktiváció a bal félteke hallási központjában és a fronto-temporális régióban.
A Funkcionális mágneses rezonanciavizsgálat (fMRI) eltérő aktivitást mutatott ki az agy jobb frontális operkulum régióján, ami az idői becslési feladatért felelős és néha a komplex beszédben egyesül.
Kutatók a temporális kérgi aktivizációt kutatták magnetoenkefalográf segítségével (MEG). Az olyan feladatokban, ahol egyetlen szót kellett felismerni, kortikális aktivációt mutattak a nem dadogók, elsősorban az occipitális területen, majd a baloldali inferior-frontális régiókban, mint pl a Broca-terület és végül a motoros és a premotoros kéregben. A dadogó személyeknél először szintén az occipitális kéregben van kortikális aktivitás, de a baloldali inferior-frontális régiók csak a motoros és a premotoros kéreg aktiválása után aktiválódnak.
A beszédprodukció közben a dadogó személyeknél túlzott aktivitás figyelhető meg az anterior insulában, a kisagyban és a bilaterális középagyban. Alacsony aktivitás van a ventrális premotoros kéregben, a Rolandic operkulumban, a bilaterális szenzomotoros kéregben és a bal féltekei Heschl-tekervényekben. Mindezek mellett a beszédprodukció alacsony aktivitást eredményez a dadogó személyeknél a kérgi motoros és premotoros területeken.

### Eltérő lateralizáció
A képalkotó eljárásokból származó több bizonyíték is alátámasztja azt az elméletet, hogy a dadogóknál a jobb félteke gátolja a bal féltekét a beszédprodukcióban. Azonban kimutatható különbség a két félteke között csak akkor van, ha egy olyan felnőtt személy idegrendszerét vizsgálják meg, aki egész életében dadogott.
Dadogó felnőtteknél anatómiai különbségek figyelhetők meg a tekervényekben a perisylvian fronto-temporális területen. A jobb féltekében nagyobb mennyiségben található fehérállomány, beleértve a fölső temporális agytekervény régióját. Ezt Voxel-típusú morfometriával (VBM) fedezték föl. Kevesebb mennyiségű fehérállomány figyelhető meg a temporális és frontális területet összekötő bal oldali alsó ívelt kötegben a dadogó felnőtteknél. Az eredmények azt mutatják, hogy kisebb a bal féltekei koordináció a beszéd mozgató és tervező régióiban dadogó felnőtteknél, a nőknél még inkább, összehasonlítva a nem dadogó kontroll csoporttal. A dadogó férfiaknál kifejezetten a jobb oldali motoros kapcsolat figyelhető meg.
A nem dadogók beszéd közben, a PET vizsgálatok alapján, hogy mindkét félteke aktív, de a bal aktívabb lehet. Azonban a dadogóknál a jobb agyfélteke nagyobb aktivitása gátolhatja a bal félteke beszédprodukcióját. Más összehasonlító vizsgálatoknál az anterior homloklebeny régiói aránytalanul aktívak a dadogóknál, amíg a post-rolandic régiók viszonylag inaktívak.
Amikor összehasonlították a dadogókat és a nem dadogókat, kétoldali növekedést és szokatlan jobb-bal aszimmetriát találtak a planum temporale területén. Ezek a vizsgálatok anatómiai eltéréseket is felfedeztek a Rolandi operkuláris és az ívelt kötegekben.

### Más anatómiai eltérések
A corpus callosum információt szállít a jobb és bal agyfélteke között. A corpus callosum, a rostrum és az elülső középső rész a dadogó felnőtteknek nagyobb, mint a fluensen beszélőknél. Ez a különbség a dadogó felnőtteknél az agyi szervezés szokatlan funkcióinak következménye lehet és befolyásolhatja azt, hogyan teljesítenek a nyelvi szempontból releváns feladatoknál. Továbbá korábbi kutatások azt mutatják, hogy a dadogó felnőtteknek olyanok az agyféltekéi, amelyek a szürke és a fehérállomány szöveteinek ritka eloszlását és arányát tartalmazzák.

### Dopamin
Friss kutatások kimutatták, hogy a dadogó felnőtteknél magas mennyiségű dopamin nevű transzmitter van jelen, és így találtak rá a dopamin antagonistákra, amelyek csökkentik a dadogást (a dadogás elleni gyógyszerekről később olvashatsz). A középagyi túlműködést a substantia nigra szintjén találták, ami kiterjed a vörös magra és a subthalamicus magra, ez mind hozzájárul a dopamin termelődéséhez.
Azonban a dopamin emelkedett szintje nem azt jelenti, hogy magasabb a serkentő funkciója, mivel a dopamin lehet serkentő és gátló hatású is, attól függően, hogy mely dopamin receptorok stimuláltak (D1-D5 feliratú).

## Kialakulása és fejlődése
Mindig 12 éves kor alatt kezdődik; az érintettek felénél három-négyéves korban, 90 százalékánál hatéves kor előtt. A gyerekek nagy részénél véget ér a serdülőkor előtt. Lányoknál korábban kezdődik, de náluk nagyobb annak a valószínűsége, hogy elmúlik. Felnőttkorban a tünetmentesség elérése nehéz, vagy lehetetlen.

## Diagnózis
A BNO szerint dadogásról van szó, ha a beszédelemek megnyújtása, ismétlése, a gyakori szünetek visszatérők; ezek a beszéd folytonosságának zavarához vezetnek, és ez az állapot legalább három hónapja fennáll.
Megállapításához reprezentatív adatok kellenek a beszéd folytonosságáról, mert előfordul, hogy a szokásostól eltérő beszédhelyzet miatt a páciensek folytonosabban beszélnek, mint egyébként. Ezért kikérdezik a pácienst és a hozzátartozóit. Jó, ha vannak hangfelvételek a mindennapi helyzetekről.
A dadogás beszédbeli jellegzetességei nem mindig felismerhetők a gyakorlatlan fül számára. Ez azt jelenti, hogy a dadogás diagnosztizálásához szakember (speech-language pathologist) tudása szükséges. A diagnózis a direkt megfigyelésből és az egyén hátterét leíró anamnézisből szerez információt. Előfordul, hogy az információk begyűjtéséhez mindkét esetben több alkalmat kell kijelölni a vizsgálatokhoz.
A logopédus az anamnézist egy részletes interjú vagy beszélgetés során veszi föl a szülővel (abban az esetben, ha gyermekről van szó). Előfordul, hogy a szülő-gyermek kapcsolatot és a szülői beszédmintát is megfigyelik. A logopédiai vélemény legfőbb céljai, hogy (1) megállapítsák a megakadásjelenségek létét és (2) meghatározzák, hogy a súlyosság alapján milyen további kezelés szükséges.
A közvetlen megfigyelés során a logopédus a különböző aspektusokat és az egyénre jellemző beszédbeli jellemzőket is megvizsgálja. A terapeuta többnyire különböző tényezőket tart szem előtt, beleértve a meglévő megakadások fajtáját (tesztek segítségével, mint pl. a Diszfluencia Típus Index, DTI), előfordulását, időtartamát (az ismétlések számát, a dadogott szótagok százalékát (%SS)) és a verbális megnyilvánulás arányát (szótagok percenként (SPM), szavak percenként (WPM)). Vizsgálhatják még a természetességet és a folyamatosságot a beszédben (természetességet mérő skála (NAT), a gyermekkori dadogást vizsgáló teszt (TOCS)) és a velejáró tüneteket beszéd közben (Riley féle Dadogás súlyosságot mérő eszköz (SSI-4)). Használhatnak olyan tesztet is, amely értékeli a súlyosságot és bejósolja az irányt. Egy ilyen teszt magába foglalja a Kisgyermekek dadogás előrejelző eszközét (SPI), ami elemzi az anamnézist, a szó részek ismétlését és megnyújtását, a dadogás gyakoriságát, azért, hogy meghatározza a diszfluencia súlyosságát és a prognózist a jövőre nézve.
A dadogás egy multifaktoriális és komplex zavar, amely számos módon befolyásolhatja az egyén életét. A gyerekeket és felnőtteket megfigyelik, a látottakat értékelik, hogy bizonyítékot szerezzenek a lehetséges stresszhez kapcsolódó szociális, pszichológiai és érzelmi jelekről, amik a zavarhoz társulhatnak. Néhány ilyen vizsgálat az olyan faktorokat méri, mint a szorongás (Endler multidimensional anxiety scales (EMAS)), attitűd (personal report of communication apprehension (PRCA)), a személy saját észlelése (stutterers’ self-rating of reactions to speech situations (SSRSS)), az életminőség (overall assessment of the speaker’s experience of stuttering (OASES)), viselkedés (older adult self-report (OASR)) és mentális egészség (composite international diagnostic interview (CIDI)).
A logopédus ezek után megpróbálja összegezni az esettanulmányból gyűjtött és az értékelésből szerzett információkat és ezek alapján alkotja meg a végleges diagnózist a beszédfolyamatossági zavarról, majd előírja a megfelelő terápiát.
A dadogás klinikai szakpszichológusok által, megfelelő szakértelemmel a DSM-5 diagnosztikai rendszer alapján is diagnosztizálható. A legújabb DSM-5 a Gyermekkorban kialakuló beszédfolyamatossági zavart (dadogás) használja a fejlődési dadogásra és ezen felül létrehozta a Felnőttkorban kialakuló beszédfolyamatossági zavar kategóriát. Azonban a módosítás konkrét oka a DSM-4-hez képest az, hogy az Amerikai Pszichológiai Társaság szakirodalmi publikálása nem volt megfelelő, így a fluencia és a diszfluencia fogalom használata zavart keltett.

### Klasszifikáció
A fejlődési dadogás kifejezés onnan eredeztethető, amikor a gyermek beszélni tanul, majd akkor nyilvánul meg, amikor a felnőtt korba lép.
A dadogás tüneteihez hasonló más rendellenességek lehetnek: autizmus, hadarás, Parkinson-kór, esszenciális tremor, (a legelterjedtebb remegés zavar, melyet mozgási és testtartási remegés jellemez palilaia (szavak és kifejezések ismétlése kis késéssel), görcsös diszfónia, szelektív mutizmus, szociális szorongás.

### Fejlődési
A dadogás általában egy fejlődési zavar, ami kora gyermekkorban kezdődik és az érintett gyermekek 20%-a még felnőtt korában is dadog. Az átlagos megjelenési időszak 30 hónapos kor körül jellemző. Habár a tünetek változatosak, a korai dadogásra jellemző a szó vagy szótagismétlés, miközben a másodlagos jellemzők, mint például a feszültség, az elkerülés vagy menekülő viselkedés hiányoznak. A gyermekek nagy része tudatában van a beszédükben megjelenő szüneteknek. A fiatalabb dadogóknál a megszakítottság epizodikus is lehet, valamint a dadogó periódusok után olyan szakaszok jönnek, amikor viszonylag csökken a diszfluencia.
Annak ellenére, hogy a felépülés százalékos aránya igen magas a korai életszakaszban, az idő múlásával a dadogóknál előfordul, hogy a könnyed, nyugodt ismétlések sokkal feszesebb és erőteljesebb dadogást eredményeznek, beleértve az akadályokat és a megnyúlásokat egyaránt. Akad olyan, aki azt feltételezi, hogy a szülői reakció befolyásolhatja a krónikus dadogás fejlődését. A gyermek és a szülő verbális és nonverbális kommunikációja változhat, ahogy a gyermek idővel észreveszi a különbséget, ahogy a szülő igyekszik figyelmem kívül hagyni a gyermek diszfluenciáit. Illetve, az olyan tanácsok, hogy „lassíts le”, „vegyél egy mély levegőt”, „mondd még egyszer”, stb. növelhetik a gyermekben a szorongást és a félelmet, ami még nagyobb nehézségeket okoz a beszédben és a „dadogás körforgásában”, még több a félelem, a szorongás és nagyobbak az elvárások. Az idő múlásával jelentkezhetnek a másodlagos tünetek, mint a menekülő magatartás, a pislogás és az ajkak mozgatása, amiket azért használnak, mert félnek és szeretnének elkerülni bizonyos hangokat, szavakat, embereket vagy beszédhelyzeteket. Sokan teljes tudatában vannak az akadályozottságuknak, ezért elkezdik magukat dadogónak titulálni. Ezzel növekszik a frusztráció, a feszengés/zavar és a szégyen. Más, ritkább dadogási mintázatok fejlődése is leírt, beleértve a minden próbálkozás ellenére is hirtelen fellépő beszédképtelenséget.
A gyermek képtelen kiejteni a mondat első hangját és magas szintű tudatosságot és frusztrációt mutat. Másik variáció, amikor gyakori szavaknál, kifejezéseknél ismétel és nem tartalmazza a másodlagos tüneteknek a megjelenését.
A dadogás eredeztethető a fejlődésből. Számos kisgyermek és kisiskolás elkezd dadogni, amikor beszélni tanul, de a szülői aggodalom ellenére, a legtöbb gyermek kinövi ezt és idősebb korára folyamatos lesz a beszéde. Mivel ezeknek a gyermekeknek a nagy része nem dadog felnőtt korára, így ez a beszédfejlődés normál állomása, amit általában nonfluens beszédnek vagy élettani dadogásnak hívnak. Amikor a gyerekek beszélni tanulnak, előfordul, hogy megismételnek bizonyos hangokat, megbotlanak vagy rosszul ejtenek egy szót, hezitálnak szavak között, hangokat egymással helyettesítik és képtelenek bizonyos hangokat kiejteni. Az olyan gyermekek, akiknél ez a normál diszfluencia áll fönn, általában röviden ismételnek bizonyos hangokat, szótagokat vagy rövid szavakat, azonban a dadogás könnyen fluktuál, amikor a gyermek izgatott, feszült vagy nagyon kimerült. A dadogásnak lehet neuropszichológiai háttere is. A neurogén eredetű dadogás a beszédfolyamatossági zavar egy olyan formája, amikor az egyénnek nehézségei vannak a normál, gördülékeny beszéd létrehozásában. A beszédfolyamatossági zavarral rendelkezőknek lehet töredezett vagy akadozó a beszéde, gyakori megszakításokkal, valamint nehezen ejt szavakat, de erőfeszítés vagy szenvedés nélkül. A neurogén eredetű dadogás akkor lép föl, amikor valamilyen sérülés vagy betegség éri a központi idegrendszert. Olyan sérülések, amik érintik a gerincoszlopot, a kérget, a kéreg alatti területeket, a kisagyat és még az idegi pályák régióit is.

### Szerzett dadogás
Ritkábban fordul elő, hogy valaki felnőtt korban kezd el dadogni valamilyen neurológiai sérülés következtében, mint pl.: fejsérülés, tumor, stroke vagy droghasználat miatt. A dadogásnak eltérő jellemzői vannak a fejlődéses fajtától, általában a szavak részeit, hangokat ismétel és kapcsolódhat a szorongás és a másodlagos tünetek hiányához. Az olyan technikák, mint pl a megváltoztatott hallási visszajelzés, amely csökkentheti a diszfluenciát a fejlődés eredetű dadogásnál, azok nem használnak a szerzett típusnál.
A pszichogenetikus dadogás traumatikus élményből is eredhet, mint például bánat, egy párkapcsolat vége vagy egy tényleges fizikai traumára adott válasz. A tünetek homogének: a dadogás hirtelen jelenik meg és köthető valamilyen jelentős eseményhez, állandó és a különböző beszédhelyzetek nem befolyásolják, jellemző az aggodalom és az alacsony tudatosság a beszélő részéről.

## Kezelése
A kezelés megkezdése előtt, szükség van egy kiértékelésre, mivel a dadogás diagnosztizálásához egy logopédus képességeire van szükség. Bár a dadogásra nincs egységes gyógymód, számos kezelés létezik, mely segít az illetőnek abban, hogy beszédét jobban tudja irányítani.
Az elérhető kezelések közül sok a tanulási stratégiákra fókuszál, hogy csökkentse a dadogást a beszéd sebességének csökkentésével, a légzésszabályozással, illetve fokozatos fejlesztéssel, az egyszótagú válaszoktól a hosszabb szavakig és végül a még összetettebb mondatokig.
Továbbá, számos dadogás terápia segít a szorongás kezelésében.
Ezt a kezelési módot átfogó megközelítésnek nevezik, melynek lényege, hogy a kezelést arra irányítják, hogy a beszélő kommunikációhoz való hozzáállása javuljon, és hogy a lehető legkisebb legyen a beszélő életére az a hatás, melyet a dadogása okoz.
A beszédterápia, kortól függetlenül bármely dadogó ember számára előnyös és eredményes.
A logopédusok arra tanítják a dadogókat, hogy irányítsák és megfigyeljék a beszédük ritmusát. Továbbá, azt is megtanulhatják, hogyan mondjanak ki szavakat sokkal lassabban és kevésbé erőteljes módon. Azt is megtanulhatják, hogyan figyeljék és irányítsák a légzésüket. Amikor a beszéd sebességének irányítását gyakorolják, gyakran azzal kezdik, hogy sima folyékony beszédet gyakorolnak, sokkal lassabban a megszokott beszédnél, rövid kifejezéseket és mondatokat használva. Idővel megtanulnak egyszerű beszédet képezni gyorsabb ritmusban, hosszabb mondatokkal, és nagyobb kihívást jelentő szituációkban, amíg a beszédük folyékonynak és természetesnek nem hat. A kutatók szerint, a gyermekkorban kezelt dadogásnál 3 havonta ajánlott ellenőrizni a kezelési módszert, hogy megbizonyosodjanak arról, hogy a kiválasztott kezelés a leghatékonyabb.
A visszaesés elkerülése érdekében fontos a kezelés befejezése utáni utánkövetés, a szintentartás.

### Külföldi terápiák
A dadogás kezelésében alkalmazott módszerek nagyon változatosak. A külföldi terápiák közül általában a poszthipnotikus szuggesztió és a relaxáció eszközeit használják a terápián belül. Ez előbbi segítségével kialakul a dadogó személy önszuggesztiója. Ennek következtében csökken a beszédtől való félelem. A másik széles körben alkalmazott módszer a relaxáció, amely segít a görcsös mozgások leküzdésében.

### Gördülékenység formáló terápia
A gördülékenység formáló terápia vagy más néven „beszélj folyékonyabban”, „elnyújtott beszéd”, összefüggő beszéd”, úgy képzi a dadogókat, hogy megtanítja nekik, a légzésük, a hangképzésük, s az artikulációjuk irányítását (ajkak, állkapocs és nyelv). Ez az operáns kondicionálás technikákon alapszik. A dadogók megtanulják lelassítani a beszédritmusukat, azzal, hogy elnyújtják a magán,- és mássalhangzókat, illetve egyéb megakadásjelenségeket csökkentő technikákat használnak, mint például a folyamatos légáramlás és a puha beszédérintkezés. Ez a folyamat nagyon lassú, monoton, de folyékony beszédet eredményez és csak beszédklinikákon alkalmazzák. Miután a dadogó elsajátítja ezeket a képességeket, a beszéd ritmusa és intonációja, nagyságrendekkel fejlődik. Ez a természetesnek ható folyékony beszéd lesz átvíve a mindennapos életre a beszédklinikáról, de a természetesség hiánya a kezelés végén, még mindig gyakori kritika tárgya. A gördülékenység formáló megközelítéseket gyakran csoportterápiás keretek között tanítják, amik két- három hétig is eltarthatnak, de a CAMPERDOWN módszer, amely sokkal rövidebb időt vesz igénybe is eredményesnek minősül.

### Modifikációs terápia
A korábbi dadogásterápiák elsődleges célja a konkrét beszédzavar tüneteinek a megszüntetése volt. Ezzel ellentétben az Egyesült Államokban kidolgozott IOWA-módszer nagy hangsúlyt fektetett a dadogás elfogadására. Elve az volt, hogy a dadogók szabadon tudjanak beszélni a kommunikációs zavarukról, ezáltal csökken a bennük lévő félelem, szorongás. A logikája ennek az, hogy a félelem és a szorongás fokozott dadogást okoz, így az enyhébb dadogás, az alacsonyabb félelemszint és elkerülés által a dadogás csökkenni fog. A legszélesebb körben ismert megközelítést Charles Van Riper tette közzé 1973- ban, ami a záró modifikációs technika néven ismert. Ennek ellenére a pácienstől függően a terápia hatástalan is lehet.

### Technikai eszközök alkalmazása a dadogás terápiájában
- Késleltetett hallási visszacsatolás (KHV)
- Hallási visszacsatolás megváltozott frekvencián
- Maszkolásos (zavaró) hallási visszacsatolás[60]

A megváltozott auditív visszacsatolás/ visszajelzés, ami által a dadogók másképp hallják vissza a hangjukat, már 50 éve használatos a dadogás kezelésére. A hangos visszacsatolás hatása előidézhető azáltal, hogy kórusban beszél egy másik személlyel, a dadogó személy hangjának beszéd közbeni kizárásával, a dadogó hangjának késleltetésével (késleltetett hangos visszacsatolás) vagy a visszacsatolás frekvenciájának módosításával (módosított frekvenciájú visszacsatolás). Ezeknek a technikáknak a tanulmányozása megosztó eredményekkel járt, míg egyes dadogóknál jelentős dadogás csökkenést eredményezett, másoknál csak nagyon keveset vagy egyáltalán semmit. Egy 2006- os felülvizsgálat során a dadogást fejlesztő kezelések közül egyik módosított hangos visszacsatolásos kezelés sem érte el a minőségi kritériumokat, mint pl. a kontroll csoport jelenléte.

### Magyar terápiás módszerek[60][67]
Magyarországon is több terápiás módszer létezik.

#### Intenzív terápia
Az intenzív terápia Vinczéné Bíró Etelka nevéhez fűződik. A terápia szükségességét, a súlyos dadogó gyermekek gyakori kezelése hívta elő. A foglalkozások hetente négy alkalommal ambuláns (bejáró) keretek között zajlanak. A terápiás alkalmak gyakorisága nagyon megterhelő lehet a családok számára. A terápia ezért csak egy évig tart. A kezelés csoportban zajlik. Az intenzív terápia optimális időszaka 5-6 éves kor. A terápia célja összetett: nemcsak a beszédtünetre irányul, hanem a mozgás, ritmusfejlesztésen keresztül az általános beszédfejlesztéssel próbálja segíteni a gyerekeket. A terápia részét képezi a pszichés befolyásolás, ami beszédfélelem enyhítését, az önbizalom növelését jelenti. A terápia a szülők együttműködésével teljes.

#### Terápiás játék dadogókkal (Klaniczay Sára)
Főként óvodáskorú gyermekek terápiája, ahol a gyermek szavak helyett a játékon keresztül mondja el élményeit, vágyait, traumáit, gondolatait, érzéseit, félelmeit. A játék alatt előtérbe kerülő témák alapján lehet megérteni a tüneteket létrehozó összefüggéseket. Ezeket az összefüggéseket az életkornak megfelelő szinten a gyermek számára tudatosítani kell, ezáltal a tünetek csökkennek. A terápián továbbá az Én fejlődés támogatása a cél.

#### Művészeti terápia (Balás Eszter)
Balás Eszter módszere, mely a Kokas Klára által kidolgozott, Kodály-koncepción alapuló módszer. A komplex művészeti terápia a művészeti élmény katartikus hatása révén a személyiségben idéz elő változásokat, segítségével a dadogó gyermek beszédfélelme leküzdhető. A művészet önkifejezés, egyfajta kommunikáció, amely lehetővé teszi, hogy a dadogó ne a beszéd útján fejezze ki belső érzéseit, gondolatait. A komplex művészeti terápia az ének-zene, mozgás és ábrázolás hármas egységéből áll.

#### Hipnorelaxáció (Szentmiklóssy Margit)
A módszer elmélete szerint a dadogást kiváltó traumák, konfliktusok kizáródnak a tudatból, elfojtódnak. Ezeket a kiváltó tényezőket hipnorelaxációban sikerül felszínre hozni és reagálni rá.

#### Komplex kezelés (Vékássy László)
A kezelés azért komplex, mert orvosi, pszichológiai és logopédiai eljárásokat is tartalmaz. Nyolc éves kortól lehet alkalmazni. Két részből áll: vizsgálati és terápiás részből. Az orvosi és pszichológiai vizsgálat alapján készül el a dadogó diagnózisa, amelyre a terápia épül.

#### Rituális terápia (RIT)
A rituális terápia olyan mozgásos csoportmódszer, amelyben a résztvevők megjelenítik és eljátsszák az őket foglalkoztató problémákat.
A rituális terápia gyermekváltozatát Lajos Péter és Rudas Zsuzsanna hozták létre.

#### Soha többé dadogás terápia
Dr. Martin F. Schwartz terápiájának neve a „Soha többé dadogás”, melynek lényege a passzív levegőkiengedés technikája. A módszert úgy kell elképzelnünk, mint egy sportot, amelyet kellő elszántsággal, kitartással és gyakori rendszerességgel kell űznünk, ahhoz, hogy sikert érjünk el, illetve itt nem a nagy izmaink dolgoznak, hanem sokkal kisebb izmaink végeznek nagyon finom mozgásokat. A terápiát végigcsinálók 90%-ának javult a beszéde a hónapok során.

#### Győzd le a dadogásod!
Ez a honlap egy online tanfolyamot ajánl a dadogó személyeknek, ahol tíz könyvön keresztül foglalkozhatnak a beszédzavarukkal. A kapott anyagok számos témát dolgoznak fel többek között azt, hogy mi a folyékony beszéd elérésének a titka, a beszédfélelem és a beszéd szabadsága.

### Gyógyszerek
Az Amerikai Élelmezési és Gyógyszerészeti Hivatal (FDA) egyetlen gyógyszert sem engedélyezett a dadogás közvetlen kezelésére, mivel hosszútávon súlyos mellékhatásokat okozhat. Azonban a gyógyszerészeti ágensek hatékonysága, mint pl.: a benzodiazepinek, az antikonvulzív szerek, az antidepresszánsok, az antipszichotikumok, az antihipertenzív gyógyszerek és a dopamin antagonisták hatásosságát kimutatták mind gyermekek és felnőtteknél egyaránt. A gyógyszertani kezelések 2006-os kiértékelésében néhány gyógyszerpróba elméletileg megalapozottnak bizonyult. Ezek közül egyetlen egy hiba nélküli tanulmány mutatta ki, a dadogás gyakoriságának 5%-os csökkenését. Továbbá potenciális mellékhatásokként megjelentek a súlygyarapodás, a szexuális rendellenességek és a nagy esélyű vérnyomásnövekedés. Egyetlen egy új gyógyszer volt a dadogással kapcsolatban tanulmányozva, a pagoklon, amely könnyedén viselhető mellékhatásokkal járt, mint például a fejfájás és a fáradtság.

### Támogatás
A meglévő viselkedési, protetikai és gyógyászati kezelésekkel, amelyek korlátozott mértében enyhítik a dadogás tüneteit, a támogató csoportok és az önsegítő mozgalmak továbbra is népszerűséget és támogatást élveznek a szakemberek és a dadogók által egyaránt. Az önsegítő csoportok egy fórumot és támogatást kínálnak a dadogóknak, olyanoktól, akik hasonló kihívásokkal kell, hogy szembenézzenek.
Budapesti önsegítő csoport a Démoszthenész Egyesületen belül, DÖCÖGŐK néven érhető el. Ez egy olyan beszédhibások által létrehozott közösség, ahol szívesen fogadnak minden érdeklődő személyt.  Az önsegítő csoportok egyik legalapvetőbb tanítása, hogy mivel nem létezik gyógymód, az élet minősége csak úgy javítható ha hosszabb ideig nem gondolunk a dadogásra.

### Pszichológiai megközelítés
Pszichoterápiát és kognitív viselkedésterápiát is alkalmaznak a dadogás kezelésére. Létezik egy szociológiai megközelítés is, amely azt vizsgálja, hogy a szociális csoportok hogyan tartják fent a dadogást szociális normákon keresztül.
A pszichoanalízis is sikeresnek mondható a dadogás kezelésében. A hipnoterápia is újonnan felfedezett alternatíva. A támogató csoportok pedig tovább hangsúlyozzák azt a tényt, miszerint a dadogás nem egy fizikai korlátoltság, hanem egy pszichológiai.

### A diafragmás/rekeszizom légzés
Több kezelési kezdeményezés, mint például a McGuire módszer és a Tengeri Csillag (Starfish) projekt támogatja a diafragmás/hasi légzés alkalmazását, mint módszert, mellyel a dadogás irányíthatóvá válik.

## Prognózis
Az óvodások között a felépülési prognózis jónak mondható. A kutatások alapján, a dadogó óvodások 65%-ánál spontán megszűnik a dadogás az első két évben illetve 74%-nál a korai kamaszkorra. A lányok esetében különösen nagy valószínűséggel szűnhet meg spontán a dadogás. Másoknál a korai beavatkozás is hatékony abban, hogy a gyermek leküzdje a megakadásokat. Amikor a dadogás megalapozottá válik, illetve a gyermek a másodlagos viselkedéseket is mutat, a prognózissal óvatosabban kell bánni csak a gyerekek 18%-ánál szűnik meg spontán a dadogás 5 év alatt. Ennek ellenére, a kisgyerekek kezelése, kevés nyomát hagyja a dadogásnak.
A felnőtt dadogóknál nincs ismert gyógymód, de részleges javulást vagy teljes javulást képesek elérni a beavatkozások. A dadogók megtanulnak kevésbé gyakran dadogni, míg másoknál egyáltalán nem mutat eredményt a kezelés.
A beszédzavarral járó érzelmi következmények elsősorban az állapottól függő szorongás által kapcsolódnak a beszédzavarhoz. Mindenesetre, ez tipikusan olyan szociális helyzetekre korlátozódik, amelyek beszédet igényelnek, amely nem egy szorongásos vonás, és a szorongás nem marad fenn, ha a dadogás spontán mérséklődik. A kutatások, amelyek a dadogás és az általános szorongásos állapot, személyiségprofil, traumatörténet és az alacsony IQ közti korrelációt keresték, nem tudtak empirikus alapot adni ezeknek a feltételezéseknek.

## Epidemiológia
5% körül van azoknak a személyeknek a megjelenési aránya, akik egész életükben dadogtak vagy az életük során legalább egyszer dadogók voltak, és általában a férfiak kétszer-ötször gyakrabban érintettek, mint a nők. Azonban még nincs elég információ e nemi arányok kiváltó okairól. A legtöbb dadogás kora gyermekkorban kezdődik és az e téren végzett kutatások szerint az 5 éves kor alatti gyerekeknek a 2,5%-a dadog. Ahogy a kezdő dadogó gyerekeknél tapasztalható, ekkor még egyenlő arányban dadognak a fiúk és a lányok. Azonban a nemek közötti különbség növekedést mutat a gyermekek korának előrehaladtával: az óvodáskor végén a dadogó fiúk 2:1-hez arányban nagyobb létszámban vannak, mint a lányok. Ez az arány első osztályban 3:1-re nő, majd 5:1-re az ötödik osztályig, mivelhogy ez idő alatt a lányok magasabb gyógyulási rációval rendelkeznek. A korai gyógyulás magas (hozzávetőleg 65-75%) aránya miatt a dadogás teljes lakosságra nézett gyakoriságát hozzávetőlegesen 1%-ra becsülik.
A dadogás gyakoriságát vizsgáló, kultúrákon átívelő tanulmányok nagy számban voltak jelen a XX. század elején és közepén, különösen Wendell Johnson munkásságának hatására, aki azt állította, hogy a dadogás kialakulása összefügg a kulturális elvárásokkal és a szorongó szülők kisgyermekeikre gyakorolt nyomásával. Johnson azt feltételezte, hogy vannak kultúrák, ahol a dadogás nincs jelen, sőt maga a „dadogás” szó sem létezik (például az amerikai indiánok egyes törzsei között). Későbbi kutatások már azt találták, hogy Johnson állításai nem voltak tényekkel alátámasztva, épp ezért a dadogással kapcsolatos kutatásokban a kulturális tényezők befolyását kizárták. Általánosan elfogadott tény a kortárs tudósok körében, hogy a dadogás minden kultúrában és rasszban jelen van, bár a tényleges előfordulási arányokkal kapcsolatos vélemények eltérnek. Egyesek úgy vélik, hogy a dadogás minden kultúrában és rasszban hasonló arányban fordul elő és a teljes földi lakosság 1%-át (és a kisgyermekeknek körülbelül az 5%-át) érinti. Egy amerikai kutatás szerint nincs faji vagy etnikai különbség a dadogás előfordulásának tekintetében az óvodáskorúak között. Ugyanakkor, léteznek olyan kultúraközi tanulmányok, amelyek azt mutatják, hogy a kultúrák közötti eltérés létezik. Például a gyakorisági vizsgálatok összegzésével E. Cooper és C. Cooper a következőt állapította meg: „A jelenleg rendelkezésre álló adatok alapján úgy tűnik, hogy a beszédfolyamatosság zavarainak gyakorisága a világ kultúrái között eltér, és bizonyos jelek szerint a beszédfolyamatosság zavarai közül a dadogás gyakrabban fordul elő a fekete lakosság körében, mint a fehér vagy az ázsiai populáció között” (Cooper & Cooper, 1993:197). Mark Onslow a „Dadogás és kezelése: Tizenegy előadás” c. tanulmányában megjegyezte, hogy „egy, a közelmúltban végzett, sok résztvevős (N=119,367) tanulmány meggyőzően számolt be arról, hogy az afroamerikai lakosság körében több dadogó van jelen, mint más amerikai réteg esetében. Hogy miért lehet ez így, azt nehéz megmagyarázni.”
A világ különböző régióiban végzett vizsgálatok nem egyenlő arányban képviselik magukat. A legtöbb kutatást Európában és Észak-Amerikában végezték, ahol a szakértők egyet értenek abban, hogy a teljes lakosságot tekintve a dadogás gyakorisága 1% (Bloodtein, 1995. A Handbook on Stuttering). Az afrikai lakosság körében, különösen Nyugat-Afrikában a legmagasabb a dadogás előfordulási gyakorisága a világon – egyes lakosság esetében a kutatott eredmények elérik az 5%-ot, 6%-ot, sőt akár 9% feletti átlagot is. A világ számos régióiban nincs elegendő kutatás az előfordulás vizsgálatához, sőt egyes területeken nincs is semmiféle kutatás (például Kínában). Néhányan úgy tartják, hogy ez utóbbinak az oka az, hogy alapvetően alacsonyabb a dadogás előfordulási aránya a kínai lakosság körében.

## Történet

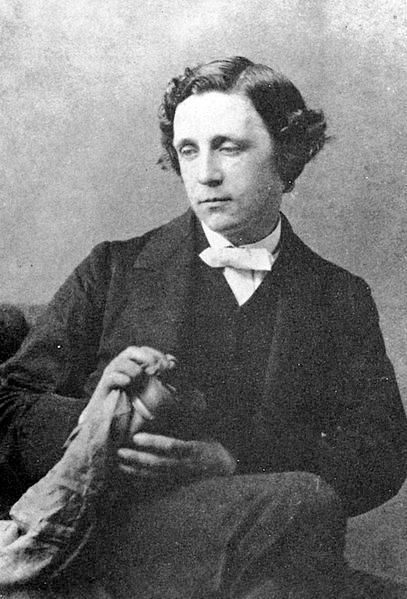
Lewis Carroll, az Alice Csodaországban (1865) írója is dadogott, akárcsak a testvérei

A dadogás okozta szokatlan hangzás és a hozzá tartozó magatartás, valamint az ehhez való hozzáállás miatt a dadogást régóta övezi tudományos érdeklődés, de a diszkrimináció és nevetség tárgya is egyben. A dadogó emberek jelenléte évszázadokig visszavezethető, akár egészen Démoszthenészig, aki a szájába kavicsokat tett, hogy kontrollálni tudja beszédhibáját. A Talmud-féle bibliaértelmezés szerint, Mózes is dadogó volt, aki a szájába helyezett égő szén miatt „lassan és tétován beszélt” (Exodus 4, v.10).
Részben testi fogyatékossága, részben a feltételezett értelmi fogyatékossága mellé társuló dadogása miatt, Claudius római császárt kezdetben elzárták a publikum elől, és kirekesztették hivatásából is.
Galénosz testnedvi elmélete évszázadokon át hatással volt a középkori Európára. Az elmélet a dadogást a négy testnedv – sárga epe, vér, fekete epe és nyálka – kiegyensúlyozatlanságának tulajdonította. Hieronymus Mercurialis, olasz nyelvész és orvos a XVI. században írta le a testnedv-egyensúlyhiány orvoslására szolgáló módszereit, amely betegségnek a tünetei közé tartozott az étrend megváltozása, a csökkent libidó (csak férfiaknál) és hányás. Abból a hitből kiindulva, hogy a félelem súlyosbítja a dadogást, különféle technikákat javasolt annak leküzdésére. A testnedvek manipulálását egészen a XVIII. századig a legnépszerűbb kezelési módszerként tartották számon.
A XVIII. és XIX. századi Európában a dadogás kezelésére sebészeti beavatkozásokat ajánlottak, beleértve a nyelv ollóval történő levágását, a nyelv hátsó részén található nyelvfék eltávolítását és az idegek vagy a nyak- és ajakizmok elvágását. Mások az uvula rövidítését javasolták vagy a mandulák eltávolítását. Végül mindegyik próbálkozással felhagytak a halálos elvérzések és a dadogás elmulasztásának sikertelensége miatt. Kevésbé drasztikus módszert használt Jean Marc Gaspard Itard, aki kis villás aranytányérokat helyeztetett a nyelv alá, hogy így segítse a „gyenge” izmokat.

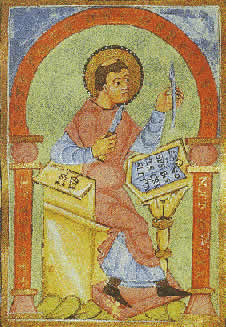
Notker Balbulus, egy középkori kéziraton.

Olasz patológus, Giovanni Morgagni a dadogást a nyelvcsont eltérésének tulajdonította, e következtetését boncoláson keresztül vonta le. Boldog St. Galleni Notker (c. 840–912), más néven Notker Balbulus („Dadogós Notker) szembeszállt a dadogásával, akit az életrajzírója következőképp jellemezte: „testileg gyenge, de az elméje nem, dadogó nyelvű, de az értelme nem, merészen törtet az Isteni dolgok felé”.
VI. György brit király, aki szintén dadogott, éveken át járt beszédterápiára. A terápia az ausztrál Lionel Logue mellett volt a legsikeresebb. Ezzel foglalkozott az Oscar-díjas A király beszéde (2010) című film, amelyben Colin Firth játszotta VI. Györgyöt. A film eredeti forgatókönyvét David Seidler írta, aki gyerekként szintén dadogott, egészen 16 éves koráig.
Szintén figyelemre méltó Winston Churchill brit miniszterelnök esete. Bár Churchill azt állította, talán nem feltétlenül önmaga megcáfolására, hogy „néha az enyhe és nem kellemetlen dadogás vagy beszédbeli megakadás egyfajta segítséget nyújt a közönség figyelmének bebiztosítására”. Azonban akik ismerték Churchillt, és nyilatkoztak a dadogásáról, úgy tartották, hogy valójában jelentős probléma volt a számára. A titkára, Phyllis Moir az 1914-es könyvében, a „Winston Churchull magántitkára voltam”-ban azt írja, hogy „Winston Churchill a dadogásával született és nőtt fel”. Egy esetet meg is nevezett: „It’s s s s simply s s splendid” dadogta, ahogy mindig, amikor izgatott volt.” Louis J. Alber, aki segített az amerikai előadássorozatot megszervezni, a The American Mercury 55. számában azt írta, hogy „Churchill igyekezett kifejezni az érzéseit, de a dadogása torkon ragadta és az arca ellilult” valamint „dadogással született és pöszeséggel, mindkettőt a szájpadlásának a hibája nagymértékben befolyásolta, Churchill a kezdettől fogva gátolt volt a nyilvános beszédében. Az emberi kitartás jele az, hogy a döbbenetes hátránya ellenére is korunk egyik legnagyobb szónokává vált.”
Évszázadokon át használtak különféle „gyógymódokat”, mint például a rendszeres vízivás egy csigaházból az egyén élete végéig, „arcon csapni a dadogót, amikor felhős az idő”, vagy a nyelv mint izom erősítése, és más, különböző gyógynövények. A múlt emberei szintén feljegyeztek elméleteket a dadogás okával kapcsolatban, amelyek azonban ma már nem használatosak. Az akkor feltételezett okok közé tartozott a csecsemő túl sokszor történő csiklandozása, a nem megfelelő szoptatás, a csecsemő tükörbe nézése, a csecsemő hajának levágása az első szava előtt, túl kicsi nyelv, de hitték még az „ördög munkájának” is a dadogást.
Néhány dadogó, akik a fogyatékosügyi mozgalmakban is részt vesznek, már elkezdték megragadni a dadogó hangjukat, mint az identitásuk fontos részét. 2015 júliusában, az Egyesült Királyság Védelmi minisztériuma bejelentette, hogy elindítja a Dadogás Védelmi Hálózatát, hogy támogassa és pártfogolja azon brit katonai személyeket és köztisztviselőket, akik dadognak és ezáltal felhívják a figyelmet a dadogásra.

## Társadalom és kultúra

### Bilingvális dadogás

#### Identitásbeli azonosulás
A kétnyelvűek azok az emberek, akik születésük és egész gyerekkoruk óta több mint egy nyelven képesek kommunikálni. Tekintve, hogy a nyelv és a kultúra viszonylag változó tényezőknek számítanak a beszédértés és beszéd létrehozásában, érthető, hogy a kétnyelvűség fontos befolyásoló tényező lehet beszéd folyamatosságára. Számos mód van a dadogás felfedezésére a kétnyelvű gyerekek körében, többek között a következők:
- A gyermek keveri a szókincset (kódkeverés) mindkét nyelvből egy mondaton belül. Ez egy normális folyamat, amely segít a gyermeknek a gyengébb nyelvben használt készségeinek fejlesztésében, de átmeneti folyamatosságbeli zavart idézhet elő.[113]
- A gyermek nehezen találja a megfelelő szavakat, hogy kifejezze gondolatait, ami a beszéd normális folyamatában zavart okozhat.[113]
- A gyermeknek nehezen hoz létre grammatikailag komplex mondatokat egy vagy mindkét nyelven a kortársaihoz képest. Emellett a gyermek grammatikai hibákat is véthet. A nyelvtudás fejlődése mindkét nyelv esetében fokozatos lehet, ezért a fejlődés a két nyelv között okozhat egyenlőtlenségeket.[113]

Azt is meg kell jegyezni, hogy a dadogás a használt nyelvektől függően eltérően jelenhet meg. Például, a nyelvek közötti morfológiai és más nyelvi különbségek miatt a beszédfolyamatosság zavara másként jelenhet meg, nagyobb vagy kisebb problémaként, az egyéntől függően.

#### Kutatás
Sok kutatást végeznek jelenleg is a dadogás előfordulásáról a kétnyelvű lakosság esetében, valamint a különböző nyelvek között megjelent különbségekről. Például, egy tanulmány arra a következtetésre jutott, hogy azon kétnyelvű gyerekek között, akik angolul és egy másik nyelven beszélnek, nagyobb a dadogás kialakulásának kockázata, és kisebb a gyógyulás esélye, mint az egynyelvű gyerek körében. Egy másik tanulmány, bár módszertanilag gyenge, viszonylag megkülönböztethetetlen részarányokat mutatott az egynyelvű és a kétnyelvű dadogók között. Az egymásnak ellentmondó adatok miatt, a kétnyelvűség és a dadogás közötti kapcsolatot rejtélyesnek nevezik, amely megmutatja a téma bonyolultságát, és további kutatásokra ösztönöz annak érdekében, hogy rendezzék az elméleteket a kétnyelvűség és a dadogás kapcsolatáról.

### Dadogás a popkultúrában
A dzsessz- és eurodance-zenész, Scatman John egy dalát, a „Scatman (Ski Ba Bop Ba Dop Bop)” azért írta, hogy segítsen a dadogó gyermekeknek leküzdeniük az ezzel járó viszontagságaikat. A John Paul Larkin néven született Scatman szintén dadogott, és megnyerte az Amerikai Beszéd-Nyelv-Hallás Szövetségének (ASHA) Annie Glenn Díját a dadogó közösségnek adott kiváló szolgálatáért.
A brit Nyitva éjjel-nappal (Open All Hours) című sit-comból ismert Arkwright karakter dadogott, és a sorozat humorának nagy része eköré épült. Reginald Barclay-t, egy visszatérő karaktert, a Star Trek franchise-ból, és Claudius császárt az Én, Claudius sorozatban úgy ábrázolták, hogy láthatóan szenvedtek a dadogástól, amelyből próbáltak ugyan kigyógyulni.
A Bolondos dallamokból ismert Cucu malac egy figyelemre méltó dadogó, a karakter jól ismert szólásában is dadog ("Th-th-th-that's all, folks!"). A karakter dadogása Joe Dougherty szinkronszínésztől származik. Dougherty dadogása miatt a felvételek hosszabb ideig tartottak, mint ami egyébként szükséges lett volna, ezért a Warner Bros. egy idő után Doughertyt lecserélte Mel Blancra, aki onnantól kezdve Cucu Malac hangja volt élete végéig.
S.T.R.A.M.M. – A kém kutya rajzfilmsorozatban is van egy dadogó karakter, Keswick.
Az 1996-os Legbelső félelem című filmben, Edward Norton játssza a félénk ministráns fiút, Aaron-t, aki szintén dadog, és megvádolják a befolyásos püspök meggyilkolásával.
A 2003-ban megjelent Supernem dal, a K-k-kétszer is a dadogásról szól.
A 2015-ös indiai film, Su.. Su... Sudhi Vathmeekam, Jayasurya főszereplésével egy valós személy életét mutatja be, aki legyőzi a dadogás okozta félelmeit.
A 2016-os orosz filmben, az Állati csetepatéban láthatunk egy Skinny nevű, dadogó farkast.A 2017-os Az című filmben bill dadog